# Parker (Dakota del Sud)
Parker és una població dels Estats Units a l'estat de Dakota del Sud. Segons el cens del 2000 tenia 1.031 habitants.

## Demografia
Segons el cens del 2000, Parker tenia 1.031 habitants, 431 habitatges, i 293 famílies. La densitat de població era de 428 habitants per km².
Dels 431 habitatges en un 29,7% hi vivien nens de menys de 18 anys, en un 57,1% hi vivien parelles casades, en un 8,6% dones solteres, i en un 32% no eren unitats familiars. En el 28,8% dels habitatges hi vivien persones soles el 17,2% de les quals corresponia a persones de 65 anys o més que vivien soles. El nombre mitjà de persones vivint en cada habitatge era de 2,34 i el nombre mitjà de persones que vivien en cada família era de 2,88.
Per edats la població es repartia de la següent manera: un 24,2% tenia menys de 18 anys, un 5,7% entre 18 i 24, un 26% entre 25 i 44, un 21% de 45 a 60 i un 23% 65 anys o més.
L'edat mediana era de 41 anys. Per cada 100 dones de 18 o més anys hi havia 89,1 homes.
La renda mediana per habitatge era de 37.250 $ i la renda mediana per família de 44.226 $. Els homes tenien una renda mediana de 28.698 $ mentre que les dones 20.909 $. La renda per capita de la població era de 17.225 $. Entorn del 7,7% de les famílies i el 7,4% de la població estaven per davall del llindar de pobresa.

## Poblacions més properes
El següent diagrama mostra les poblacions més properes.